# 波比奇
51°25′20″N 28°10′7″E / 51.42222°N 28.16861°E
波比奇（烏克蘭語：Побичі），是烏克蘭北部的村莊，隸屬日托米爾州的科羅斯滕區。該村面積0.25平方公里，海拔高度195米，2001年人口113，人口密度每平方公里453.82人。